# Mochokus niloticus
Mochokus niloticus es una especie de peces de la familia Mochokidae en el orden de los Siluriformes.

## Morfología
Los machos pueden llegar alcanzar los 6,5 cm de longitud total.

## Reproducción
Es ovíparo.

## Hábitat
Es un pez de agua dulce y de clima tropical (18 °C-28 °C).

## Distribución geográfica
Se encuentran en África:  cuencas de los ríos  Nilo y  Níger, y del lago Chad.